# Dano contratual
O Dano contratual está ligado a um contrato juridicamente regular e eficaz. Ocorre quando alguém sofre um prejuízo provocado por outrem, por infração aos termos das obrigações constantes do instrumento válido entre eles. Como se pode verificar, distingui-se do “dano aquiliano”.